# London-Marathon 2018
| 38. London-Marathon    | 38. London-Marathon            |
| ---------------------- | ------------------------------ |
| Stadt                  | London, Vereinigtes Königreich |
| Datum                  | 22. April 2018                 |
| Distanz                | 42,195 Kilometer               |
| Sieger                 |                                |
| Männer                 | Eliud Kipchoge (2:04:17 h)     |
| Frauen                 | Vivian Cheruiyot (2:18:31 h)   |
| ← London-Marathon 2017 | London-Marathon 2019 →         |
| Website                | Offizielle Website             |

Der London-Marathon 2018 (offiziell: Virgin Money London Marathon 2018) war die 38. Ausgabe der jährlich stattfindenden Laufveranstaltung in London, Vereinigtes Königreich. Der Marathon fand am 22. April 2018 statt. Er war der letzte Lauf des World Marathon Majors 2017/18 und hatte das Etikett Gold der IAAF Label Road Races 2018.
Bei den Männern gewann Eliud Kipchoge in 2:04:17 h und bei den Frauen Vivian Cheruiyot in 2:18:31 h.

## Ergebnisse

### Männer
| Platz | Athlet               | Land                   | Zeit (h) |
| ----- | -------------------- | ---------------------- | -------- |
| 01    | Eliud Kipchoge       | Kenia                  | 2:04:17  |
| 02    | Tola Shura Kitata    | Äthiopien              | 2:04:49  |
| 03    | Mo Farah             | Vereinigtes Königreich | 2:06:21  |
| 04    | Abel Kirui           | Kenia                  | 2:07:07  |
| 05    | Bedan Karoki Muchiri | Kenia                  | 2:08:34  |
| 06    | Kenenisa Bekele      | Äthiopien              | 2:08:53  |
| 07    | Lawrence Cherono     | Kenia                  | 2:09:25  |
| 08    | Daniel Wanjiru       | Kenia                  | 2:10:35  |
| 09    | Amanuel Mesel        | Eritrea                | 2:11:52  |
| 10    | Yohanes Gebregergish | Eritrea                | 2:12:09  |

### Frauen
| Platz | Athletin         | Land                   | Zeit (h) |
| ----- | ---------------- | ---------------------- | -------- |
| 01    | Vivian Cheruiyot | Kenia                  | 2:18:31  |
| 02    | Brigid Kosgei    | Kenia                  | 2:20:13  |
| 03    | Tadelech Bekele  | Äthiopien              | 2:21:40  |
| 04    | Gladys Cherono   | Kenia                  | 2:24:10  |
| 05    | Mary Keitany     | Kenia                  | 2:24:27  |
| 06    | Rose Chelimo     | Bahrain                | 2:26:03  |
| 07    | Mare Dibaba      | Äthiopien              | 2:27:45  |
| 08    | Lily Patridge    | Vereinigtes Königreich | 2:29:24  |
| 09    | Tracy Barlow     | Vereinigtes Königreich | 2:32:09  |
| 10    | Stephanie Bruce  | Vereinigte Staaten     | 2:32:28  |